# Тризна Тарас Борисович
Тарас Борисович Тризна (нар. 2 серпня 1966, Іжевськ, РРФСР) — радянський, російський та казахстанський футболіст, нападник та півзахисник, тренер.

## Життєпис
Народився в Іжевську. Вихованець ДЮСШ-2, Павлодар та Казахського республіканського спортінтернату, Алмати. 1983 року – у складі «Закарпаття» (Ужгород). У СРСР грав у другій лізі. У 1983—1984, 1986, 1990—1991 — у павлодарському «Тракторі», у 1985 році — за дубль «Кайрата», у 1987 році виступав за «Динамо» (Ірпінь), у 1989 — за «Екібастузець».
1992 року став бронзовим призером чемпіонату Казахстану у складі павлодарського «Трактора», потім грав за російські клуби «Металург»/«Носта» Новотроїцьк (1993—1995, друга ліга), «Газовик-Газпром» Іжевськ (1996—1999, перший дивізіон), «Енергія» Чайковський (1999), «Волга» Ульяновськ (2000, другий дивізіон). Кар'єру гравця закінчив у 2001 році у команді чемпіонату Казахстану «Мангистау» Актау.
У 2003-2005 роках — тренер у клубі «Газовик-Газпром», у другій половині 2004 року — виконуючий обов'язки головного тренера. У 2007-2009 роках — головний тренер дубля «СОЮЗ-Газпрому», з 2011 по 2019 рік — тренер клубу «Зеніт-Іжевськ». З 2019 року – тренер футбольного клубу «Ротор».